# Persone di nome Paul/Attori
| Questa pagina contiene informazioni ricavate automaticamente dalle voci biografiche con l'ausilio del template Bio e di un bot. L'aggiornamento è periodico e automatico e ricostruisce completamente la pagina. Se manca una persona in questa lista, sei pregato di non aggiungerla, ma accertati piuttosto che la sua voce biografica contenga il template Bio e che i dati anagrafici siano correttamente compilati. Se il template Bio manca, inseriscilo tu stesso o, in alternativa, metti l'avviso {{tmp\|Bio}} che ne segnala la mancanza. Se i dati riportati sono sbagliati, correggi direttamente la voce biografica; le modifiche saranno visibili in questa lista entro pochi giorni. Per chiarimenti vedi il progetto antroponimi. La lista contiene solo le 170 persone che sono citate nell'enciclopedia e per le quali è stato implementato correttamente il template Bio. Pagina aggiornata al 23 mag 2025. |

Questa è una lista di persone presenti nell'enciclopedia che hanno il nome Paul e sono attori.

## A(3)
- Paul Adelstein, attore statunitense (Chicago, n. 1969)
- Paul Anderson, attore britannico (Londra, n. 1978)
- Paul Angelis, attore e doppiatore britannico (Liverpool, n. 1943 - Lambeth, † 2009)

## B(23)
- Paul Baker, attore e cantante britannico
- Paul Barber, attore britannico (Liverpool, n. 1951)
- Paul Bartel, attore, regista e sceneggiatore statunitense (Brooklyn, n. 1938 - New York, † 2000)
- Paul Bazely, attore britannico (Londra, n. 1968)
- Paul Ben-Victor, attore statunitense (Brooklyn, n. 1965)
- Paul Benedict, attore statunitense (Silver City, n. 1938 - Martha's Vineyard, † 2008)
- Paul Benjamin, attore statunitense (Pelion, n. 1934 - Los Angeles, † 2019)
- Paul Bentley, attore e librettista britannico (Sheffield, n. 1942)
- Paul Bettany, attore britannico (Harlesden, n. 1971)
- Paul Biensfeldt, attore tedesco (Berlino, n. 1869 - Berlino, † 1933)
- Paul Bildt, attore tedesco (Berlino, n. 1885 - Berlino Ovest, † 1957)
- Paul Birch, attore statunitense (Atmore, n. 1912 - Saint George's, † 1969)
- Paul Birchard, attore statunitense
- Paul Blackthorne, attore britannico (Wellington, n. 1969)
- Paul Blake, attore britannico (Birmingham, n. 1948)
- Paul Brannigan, attore scozzese (Glasgow, n. 1986)
- Paul Brinegar, attore statunitense (Tucumcari, n. 1917 - Los Angeles, † 1995)
- Paul Brooke, attore britannico (Londra, n. 1944)
- Paul Bryar, attore statunitense (New York, n. 1910 - Van Nuys, † 1985)
- Paul Burke, attore statunitense (New Orleans, n. 1926 - Palm Springs, † 2009)
- Paul E. Burns, attore statunitense (Filadelfia, n. 1881 - Van Nuys, † 1967)
- Paul Butcher, attore statunitense (Los Angeles, n. 1994)
- P. J. Byrne, attore statunitense (Maplewood, n. 1974)

## C(12)
- Paul Calderón, attore portoricano (Porto Rico, n. 1952)
- Paul Campbell, attore canadese (Vancouver, n. 1970)
- Paul Capellani, attore e sceneggiatore francese (Parigi, n. 1877 - Cagnes-sur-Mer, † 1960)
- Paul Carafotes, attore statunitense (Somerville, n. 1963)
- Paul Carpenter, attore e cantante canadese (Montréal, n. 1921 - Londra, † 1964)
- Paul Carr, attore statunitense (New Orleans, n. 1934 - Los Angeles, † 2006)
- Paul Cavanagh, attore britannico (Chislehurst, n. 1888 - Londra, † 1964)
- Paul Chun, attore cinese (Shanghai, n. 1945)
- Paul Collins, attore britannico (Londra, n. 1936)
- Paul Copley, attore britannico (Denby Dale, n. 1944)
- Paul Crauchet, attore francese (Béziers, n. 1920 - Rocbaron, † 2012)
- Mackenzie Crook, attore e illustratore britannico (Maidstone, n. 1971)

## D(10)
- Paul D'Amato, attore statunitense (Worcester, n. 1949 - East Brookfield, † 2024)
- Paul Dahlke, attore tedesco (Strzeżenice, n. 1904 - Salisburgo, † 1984)
- Paul Danan, attore e personaggio televisivo britannico (Chigwell, n. 1978 - Bristol, † 2025)
- Paul Dano, attore statunitense (Wilton, n. 1984)
- Paul Dawson, attore statunitense
- Paul De Rolf, attore e ballerino statunitense (Stati Uniti, n. 1942 - Australia, † 2017)
- Paul Dillon, attore statunitense (Joliet)
- Paul Dooley, attore statunitense (Parkersburg, n. 1928)
- Paul W. Downs, attore, sceneggiatore e regista statunitense (New Jersey, n. 1982)
- Paul Dubov, attore e sceneggiatore statunitense (Illinois, n. 1918 - Encino, † 1979)

## E(3)
- Paul Eiding, attore e doppiatore statunitense (Cleveland, n. 1957)
- Paul Escoffier, attore francese (Cahors, n. 1875 - Parigi, † 1941)
- Paul Esser, attore tedesco (Kapellen, n. 1913 - Tenerife, † 1988)

## F(6)
- Paul Fix, attore statunitense (Dobbs Ferry, n. 1901 - Los Angeles, † 1983)
- Paul Douglas, attore statunitense (Filadelfia, n. 1907 - Hollywood, † 1959)
- Paul Ford, attore statunitense (Baltimora, n. 1901 - Mineola, † 1976)
- Paul Frankeur, attore francese (Parigi, n. 1905 - Nevers, † 1974)
- Paul Freeman, attore britannico (Barnet, n. 1943)
- Paul Frielinghaus, attore televisivo tedesco (Darmstadt, n. 1959)

## G(11)
- Paul Ganus, attore statunitense (Midland, n. 1961)
- Balthazar Getty, attore e musicista statunitense (Los Angeles, n. 1975)
- Paul Giamatti, attore statunitense (New Haven, n. 1967)
- Paul Michael Glaser, attore e regista statunitense (Cambridge, n. 1943)
- Paul Gleason, attore statunitense (Jersey City, n. 1939 - Burbank, † 2006)
- Paul Graetz, attore tedesco (Berlino, n. 1889 - Hollywood, † 1937)
- Paul Greco, attore statunitense (Newark, n. 1955 - Red Hook, † 2008)
- Paul Greene, attore canadese (Wetaskiwin, n. 1974)
- Paul Gross, attore, regista e musicista canadese (Calgary, n. 1959)
- Paul Guilfoyle, attore statunitense (Boston, n. 1949)
- Paul Guilfoyle, attore e regista statunitense (Jersey City, n. 1902 - Hollywood, † 1961)

## H(13)
- Paul Hamy, attore, modello e artista francese (n. 1982)
- Paul Hartman, attore e cantante statunitense (San Francisco, n. 1904 - Los Angeles, † 1973)
- Paul Hartmann, attore tedesco (Fürth, n. 1889 - Monaco di Baviera, † 1977)
- Paul Walter Hauser, attore e comico statunitense (Grand Rapids, n. 1986)
- Paul Hawkins, attore inglese
- Paul Henckels, attore tedesco (Hürth, n. 1885 - Kettwig, † 1967)
- Paul Henreid, attore austriaco (Trieste, n. 1908 - Santa Monica, † 1992)
- Paul Herman, attore statunitense (New York, n. 1946 - New York, † 2022)
- Paul Hilton, attore britannico (Oldham, n. 1970)
- Paul Hipp, attore statunitense (Filadelfia, n. 1963)
- Paul Hubschmid, attore svizzero (Aarau, n. 1917 - Berlino, † 2001)
- Paul Hurst, attore, regista e sceneggiatore statunitense (Traver, n. 1888 - Hollywood, † 1953)
- Paul Hörbiger, attore austriaco (Budapest, n. 1894 - Vienna, † 1981)

## I(1)
- Paul Iacono, attore statunitense (Secaucus, n. 1988)

## J(4)
- Billy Jacobs, attore statunitense (Laclede, n. 1910 - Glendale, † 2004)
- Paul James, attore statunitense (Washington, n. 1981)
- Paul Jesson, attore britannico (Hitchin, n. 1946)
- Paul Johansson, attore e regista statunitense (Spokane, n. 1964)

## K(8)
- Paul Kaye, attore e comico inglese (Londra, n. 1964)
- Paul Keating, attore inglese (Londra, n. 1976)
- Paul Kelly, attore statunitense (New York, n. 1899 - Beverly Hills, † 1956)
- Paul Kersey, attore statunitense (Ada, n. 1970)
- Paul Kircher, attore francese (Parigi, n. 2001)
- Paul Klinger, attore e doppiatore tedesco (Essen, n. 1907 - Monaco di Baviera, † 1971)
- Paul Koslo, attore tedesco (Germania, n. 1944 - Los Angeles, † 2019)
- Paul Kratka, attore statunitense (Los Angeles, n. 1955)

## L(6)
- Paul Lambert, attore statunitense (El Paso, n. 1922 - Santa Monica, † 1997)
- Paul Langton, attore statunitense (Salt Lake City, n. 1913 - Burbank, † 1980)
- Paul Le Mat, attore statunitense (Rahway, n. 1945)
- Paul Logan, attore e stuntman statunitense (New Jersey, n. 1973)
- Paul Lukas, attore ungherese (Budapest, n. 1894 - Tangeri, † 1971)
- Paul Lynde, attore e comico statunitense (Mount Vernon, n. 1926 - Beverly Hills, † 1982)

## M(16)
- Paul Mann, attore canadese (Toronto, n. 1913 - Bronxville, † 1985)
- Paul Marco, attore statunitense (Los Angeles, n. 1927 - Hollywood, † 2006)
- Paul Maxey, attore statunitense (Wheaton, n. 1907 - Pasadena, † 1963)
- Paul McAllister, attore e sceneggiatore statunitense (New York, n. 1875 - Santa Monica, † 1955)
- Paul McCrane, attore statunitense (Filadelfia, n. 1961)
- Paul McDermott, attore, personaggio televisivo e scrittore australiano (Adelaide, n. 1962)
- Paul McGann, attore britannico (Liverpool, n. 1959)
- Paul McGill, attore, ballerino e coreografo statunitense (Pittsburgh, n. 1987)
- Paul McGillion, attore canadese (Paisley, n. 1969)
- Paul Mercurio, attore, ballerino e conduttore televisivo australiano (Swan Hill, n. 1963)
- Paul Mescal, attore irlandese (Maynooth, n. 1996)
- Paul Meurisse, attore francese (Dunkerque, n. 1912 - Neuilly-sur-Seine, † 1979)
- Paul Morgan, attore austriaco (Vienna, n. 1886 - Campo di concentramento di Buchenwald, † 1938)
- P. H. Moriarty, attore britannico (Londra, n. 1939 - Londra, † 2025)
- Paul Mercey, attore svizzero (Belgrado, n. 1923 - Férolles-Attilly, † 1988)
- Paul Müller, attore svizzero (Neuchâtel, n. 1923 - Tivoli, † 2016)

## N(7)
- Paul Naschy, attore, sceneggiatore e regista spagnolo (Madrid, n. 1934 - Madrid, † 2009)
- Paul Newman, attore e regista statunitense (Shaker Heights, n. 1925 - Westport, † 2008)
- Paul Nicholas, attore, cantante e produttore teatrale inglese (Peterborough, n. 1944)
- Paul Nicholls, attore britannico (Bolton, n. 1979)
- Paul L. Nolan, attore statunitense (Filadelfia, n. 1954)
- Paul Alexander Nolan, attore canadese (Rouleau, n. 1979)
- Paul Norell, attore inglese (Londra, n. 1952)

## O(1)
- Paul Otto, attore, sceneggiatore e regista tedesco (Berlino, n. 1878 - Berlino, † 1943)

## P(7)
- Paul Panzer, attore tedesco (Würzburg, n. 1872 - Hollywood, † 1958)
- Paul Pape, attore, animatore e doppiatore statunitense (Rochester, n. 1952)
- Paul A. Partain, attore statunitense (Austin, n. 1946 - Austin, † 2005)
- Paul Guers, attore francese (Tours, n. 1927 - Montsoreau, † 2016)
- Paul Picerni, attore e militare statunitense (New York, n. 1922 - Palmdale, † 2011)
- Paul Pilcz, attore statunitense (Brooklyn, n. 1990)
- Paul Popowich, attore canadese (Stoney Creek, n. 1973)

## R(13)
- Paul Raci, attore statunitense (Chicago, n. 1948)
- Paul Rae, attore statunitense (New Orleans, n. 1968)
- Paul Regina, attore statunitense (Brooklyn, n. 1956 - Smithtown, † 2006)
- Paul Reubens, attore, showman e doppiatore statunitense (Peekskill, n. 1952 - Los Angeles, † 2023)
- Paul Rhys, attore gallese (Neath, n. 1963)
- Paul Richards, attore statunitense (Hollywood, n. 1924 - Culver City, † 1974)
- Andy Richter, attore e personaggio televisivo statunitense (Grand Rapids, n. 1966)
- Paul Ritter, attore e produttore cinematografico britannico (Gravesend, n. 1966 - Faversham, † 2021)
- Paul Robeson, attore e cantante statunitense (Princeton, n. 1898 - Filadelfia, † 1976)
- Paul Rogers, attore britannico (Plympton, n. 1917 - Londra, † 2013)
- Paul Ronan, attore irlandese (Dublino, n. 1965)
- Paul Rudd, attore statunitense (Passaic, n. 1969)
- Paul Rust, attore, comico e sceneggiatore statunitense (Le Mars, n. 1981)

## S(15)
- Paul Sand, attore statunitense (Santa Monica, n. 1932)
- Paul Satterfield, attore statunitense (Nashville, n. 1960)
- Paul Scardon, attore e regista australiano (Melbourne, n. 1874 - Fontana, † 1954)
- Paul Scheer, attore, comico e sceneggiatore statunitense (Huntington, n. 1976)
- Paul Schneider, attore e regista statunitense (Oakland, n. 1976)
- Paul Schulze, attore statunitense (New York, n. 1962)
- Paul L. Smith, attore statunitense (Everett, n. 1936 - Ra'anana, † 2012)
- Paolo Gumabao, attore e modello filippino (Taipei, n. 1998)
- Paul Sorvino, attore e regista statunitense (New York, n. 1939 - Jacksonville, † 2022)
- Paul Sparks, attore statunitense (Lawton, n. 1971)
- Paul Stevens, attore cinematografico e attore televisivo statunitense (Los Angeles, n. 1921 - New York, † 1986)
- Paul Anthony Stewart, attore statunitense (Filadelfia, n. 1970)
- Paul Stewart, attore e regista statunitense (New York, n. 1908 - Los Angeles, † 1986)
- Paul Sun-Hyung Lee, attore e conduttore televisivo sudcoreano (Daejeon, n. 1972)
- Paul Swan, attore, ballerino e pittore statunitense (Ashland, n. 1883 - Bedford Hills, † 1972)

## T(1)
- Paul Telfer, attore britannico (Paisley, n. 1979)

## V(1)
- Paul Vogt, attore statunitense (Buffalo, n. 1964)

## W(9)
- Paul Wagner, attore tedesco (Colonia, n. 1899 - Berlino, † 1970)
- Paul Walker, attore statunitense (Glendale, n. 1973 - Santa Clarita, † 2013)
- Paul Wegener, attore, regista e sceneggiatore tedesco (Arnoldsdorf, n. 1874 - Berlino, † 1948)
- Paul White, attore statunitense (Hopkinsville, n. 1925 - Hopkinsville, † 1978)
- Paul Whitehouse, attore e comico britannico (Stanleytown, n. 1958)
- Paul Willis, attore statunitense (Chicago, n. 1901 - Los Angeles, † 1960)
- Paul Willson, attore statunitense (Fairmont, n. 1945)
- Paul Winfield, attore statunitense (Los Angeles, n. 1939 - Los Angeles, † 2004)
- Paul Wing, attore statunitense (Tacoma, n. 1892 - Portsmouth, † 1957)